# 6116 Still
6116 Still este un asteroid din centura principală de asteroizi.

## Descriere
6116 Still este un asteroid din centura principală de asteroizi. A fost descoperit pe 26 octombrie 1984 la Stația Anderson Mesa de Edward L. G. Bowell. El prezintă o orbită caracterizată de o semiaxă mare de 2,99 ua, o excentricitate de 0,10 și o înclinație de 0,8° în raport cu ecliptica.